# Kards
Kards是由冰岛游戏公司1939遊戲（1939 Games）开发并发行的一款以第二次世界大战为背景的免费数字集换式卡牌游戏。该游戏于2019年4月12日在Steam平台开启抢先体验，并于2020年4月15日正式发行。2023年6月6日，支持跨平台游戏的移动端版本在iOS和Android平台同步上线。

## 游戏机制
本作采用回合制集换式卡牌游戏机制，两名玩家使用以二战参战国为主题的40张卡组进行对战。玩家可从德國、英國、蘇聯、美國和日本五个主要国家中选择主阵营，并搭配法國、義大利、波蘭和芬蘭等同盟国卡牌（允许历史敌对阵营组合，如德国主阵营搭配苏联同盟卡）。每个国家拥有独特战略风格，例如苏联侧重步兵海战术配合范围增益，同时也存在自残指挥部强化部队或专注T-34坦克等不同流派。游戏目标是通过部署单位摧毁敌方指挥部。
战场分为三条战线：己方支援线（最多部署4单位）、前线（最多5单位）和敌方支援线。新单位需部署在支援线，消耗"指挥点"资源（每回合自动恢复，上限12点，特殊卡牌可提升至24点）进行部署、移动或攻击。单位推进至前线后不可主动撤回，控制前线可获得战略优势。

### 游戏模式
- 天梯对战：采用月度赛季制，玩家通过排位赛提升段位。
- 竞技场模式：通过三轮选卡构建临时卡组，达成7胜或3败即结束，根据战绩获得奖励。
- 特殊战役：定期开放的规则限定模式，通常以卡包作为通关奖励。
- 单人战役：五个二战主题战役，通过叙事驱动还原历史著名战役。

## 开发历程
1939遊戲由星战前夜开发团队CCP Games前成员伊瓦尔·克里斯蒂安松（CEO）和古德蒙杜尔·克里斯蒂安松（项目主管）于2015年创立。原型阶段使用实体卡牌测试，2019年3月首度公开演示，初期获得7万美元政府资助。
开发期间累计获得1亿美元投资，主要来自腾讯等风投机构。美术素材融合二战征兵海报、宣传画及1970-80年代Airfix模型包装艺术（知名插画师罗伊·克罗斯作品），辅以当代画师定制创作。
游戏正式发售后持续推出《战争剧场》等扩展内容，并通过赛季更新保持活跃度。

## 争议
2020年9月，Kards在中国区上架，游戏中日本卡卡图中的旭日旗图案被改为日之丸，日本初始总部新京也被改为特鲁克，此外德国卡图中的纳粹符号被替换为铁十字。
2025年6月，海战版本更新，其中两张日本单位历史介绍的图片错用为中国士兵。
同时期，由第三方机构制作发行的Kards卡牌引起社会关注，其中部分卡片内容不乏日军士兵持枪跨过地球，并配有“扩张”之类的词语。部分家长担心这类卡牌游戏流通后，对孩子会带来不良影响。